# Koperkleurige kniptor
De koperkleurige kniptor (Cidnopus aeruginosus) is een keversoort uit de familie kniptorren (Elateridae). De wetenschappelijke naam van de soort is voor het eerst geldig gepubliceerd in 1790 door Olivier.